# Duwbak

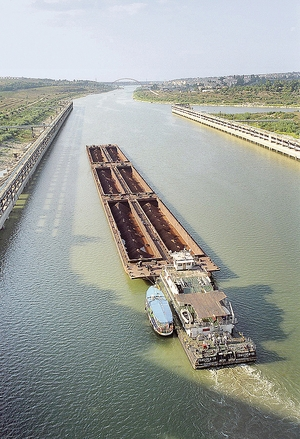
6-baks duwstel

Een duwbak is een binnenschip dat gebouwd en bestemd is om door een ander schip te worden opgeduwd en derhalve tijdens de vaart, anders dan bij het koppelen en losmaken, geen bemanning nodig heeft.

## Beschrijving
De meeste duwbakken hebben geen eigen voortstuwing of eigen stuurinrichting. Omdat ze geen eigen bemanning hebben, ontbreken de verblijven hiervoor. Veel moderne binnenschepen hebben tegenwoordig een platte voorsteven, waarmee ze een duwbak voor de kop kunnen meenemen. Op de grote rivieren wordt veel met een combinatie van vier of zes duwbakken gevaren, voortgestuwd door een duwboot. Dat wordt dan een duwcombinatie genoemd. Sleepschepen kunnen ook als duwbak worden ingezet als er een voorziening voor het duwen wordt aangebracht.
De grote voordelen van de duwvaart zijn de manoeuvreerbaarheid en het brandstofverbuik ten opzichte van slepen. Daar komt bij dat sleepschepen altijd moeten worden gestuurd, bij duwvaart is dat niet nodig en daarmee is dus minder bemanning nodig. Duwbakken kunnen ook van kopschroeven worden voorzien, bedienbaar vanuit de duwboot. Die aandrijving kan echter ook in een speciale korte kopbak worden geplaatst, die verder geen lading vervoert. Net zoals sleepboten kunnen duwboten op de plaats van bestemming meteen weer aan een volgende reis beginnen, terwijl de duwbakken daar worden gelost.
In het laadruim van een duwbak kan van alles worden vervoerd: stortgoed zoals erts, kolen of graan in bulk, maar ook containers. De lading is mede afhankelijk van het feit of de duwbak een luikenkap heeft.
Voorheen werden de duwbakken met staaldraden en koppellieren aan elkaar en de duwboot gekoppeld, de moderne kunststof touwen zijn echter vaak sterker dan het conventionele staaldraad en bovendien lichter en gemakkelijker te hanteren. Het staaldraad is voor deze toepassing op z'n retour.
Een speciale categorie duwbakken waren de lashbakken, die over zee werden vervoerd in het ruim van een zeeschip. In de zeehavens werd er een duwcombinatie mee gevormd, die de rivier opvoer. Eind 2007 is deze vorm van vervoer beëindigd.

## Afmetingen
In de loop van de tijd zijn zekere standaardafmetingen ontstaan voor duwbakken. De duwbak van het type Europa II is het meest gangbaar, maar er zijn meer standaard duwbakken. In de onderstaande figuur zijn de belangrijkste typen vermeld, waarbij de diepgang geldt voor geladen bakken.
| CEMT-Klasse | Type duwbak         | Lengte  | Breedte | Diepgang | Laadvermogen |
| ----------- | ------------------- | ------- | ------- | -------- | ------------ |
| IV          | Europa I            | 70,00 m | 9,50 m  | 3,00 m   | 1.450 ton    |
| Va          | Europa II           | 76,50 m | 11,40 m | 3,50 m   | 2.450 ton    |
| Va          | Europa IIa          | 76,50 m | 11,40 m | 4,00 m   | 2.780 ton    |
| Va          | Europa IIa verlengd | 90,00 m | 11,40 m | 4,00 m   | 3.220 ton    |